# Certificación de felicidad animal

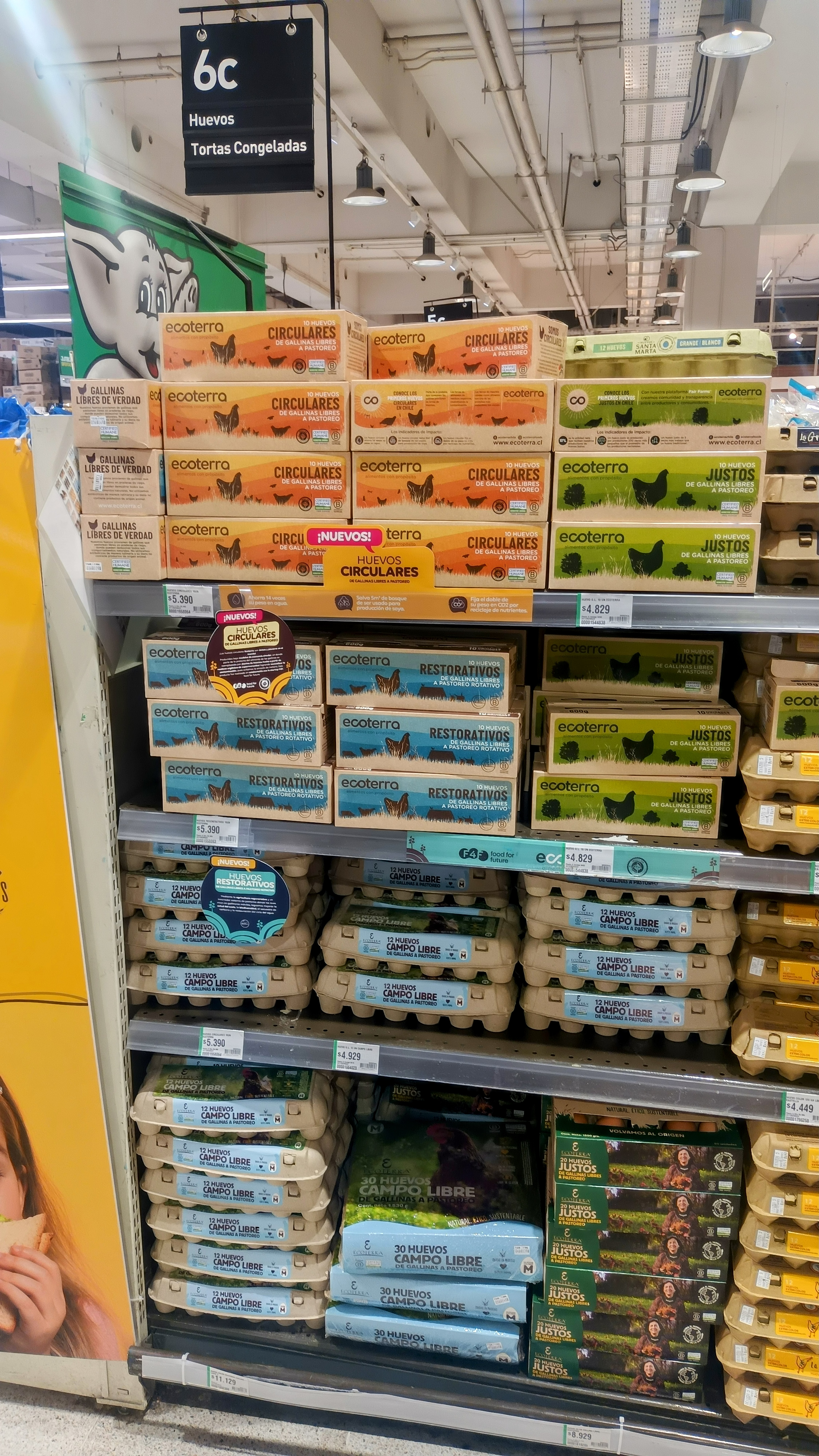
Sección de un pasillo de supermercado chileno de venta exclusiva para huevos de gallinas felices que cuentan con algún tipo de certificación

Una certificación de felicidad animal o de bienestar animal es un procedimiento por el cual se acredita que un productor de productos de origen animal cumple con los requisitos y exigencias para la crianza de "animales felices", que son aquellos que viven bajo las óptimas condiciones de bienestar animal, en concordancia a las prácticas bioéticas y ecológicas de desarrollo sostenible. El certificado es emitido por un organismo competente en un país determinado, pudiendo ser entidades públicas o privadas que tengan directa relación con la ganadería, agricultura o veterinaria. En un comienzo, la certificación iba dirigida a la producción de huevos (mayormente huevo de gallinas camperas), pero también se ha extendido a otros alimentos, como la leche y sus derivados, o los productos cárnicos. 
Los criadores de animales bajo este tipo de producción se oponen a la explotación de la ganadería intensiva, argumentando que la crianza en espacios reducidos y con falta de luz natural producen riesgos tanto para la salud de los animales, como también eventualmente para los consumidores humanos de los alimentos derivados de estos.
De acuerdo a la Organización Internacional de Normalización (ISO), las entidades que se encuentran capacitadas para evaluar y certificar este tipo de prácticas deben aprobar la Norma ISO/IEC 17065:2012, correspondiente al proceso de evaluación de conformidad de los requisitos para los organismos que certifican productos, procesos y servicios.

## Situación por países

### América del Norte
- Canadá: El Consejo Nacional para el Cuidado de Animales de Granja publicó un código en marzo de 2017 para el cuidado y manejo de las gallinas ponedoras de Canadá, que reguló los espacios mínimos para las gallinas y les asignó otras garantías básicas. Adicionalmente, prohibió la construcción de nuevas jaulas en baterías a partir del 1 de abril de 2017, y deben ser totalmente eliminadas antes del 2032.[4]

- Estados Unidos: El Departamento de Agricultura de los Estados Unidos tiene un programa voluntario a través del Servicio de Comercialización Agrícola, que debe ser pagado por los propios productores avícolas, para la certificación y etiquetado de los huevos según su origen y calidad de acuerdo a los estándares impuestos por la legislación y normativa estadounidense.[5] Asimismo, Humane Farm Animal Care y la American Humane Association son las dos organizaciones sin fines de lucro estadounidenses más grandes que se encargan de certificar y etiquetar los alimentos provenientes de granjas que son manipulados por humanos en todos su procesos y criados bajo los estándares de cuidado de los animales. Estados Unidos es el segundo mayor productor mundial de huevos.[6]

### América del Sur
- Chile: En Chile se reportó en 2019 que de los 3.800 millones de huevos que se produjeron durante el año anterior, 76 millones fueron producidos por gallinas libres de jaulas, es decir, un dos por ciento de la producción total nacional, con un incremento paulatino debido a la demanda de los clientes.[7]
- Colombia: Desde 2016 que el Ministerio de Agricultura y Desarrollo Rural del gobierno colombiano destina recursos para financiar proyectos de gallinas felices en pequeñas granjas familiares y pequeñas comunidades productivas rurales.[8] Por su parte, el Instituto Colombiano Agropecuario (ICA) creó un registro y certificación de «Granjas Avícolas Bioseguras» para aquellas que incorporan prácticas de bienestar animal en sus procedimientos. Aunque no obliga a que sean de gallinas felices, un productor de este tipo de huevos debería contar con dicha certificación.[9] En lo que respecta a la industria bovina, la compañía Blanc Bleu Adama fue la primera empresa en Colombia en obtener una licencia para importar semen de la raza blanca azul belga, cumpliendo estándares de «consciencia ambiental» que permite que las reses vivan en espacios libres, sean alimentadas con pasto durante toda su vida y tengan un mejor desempeño zootécnico con un ciclo biológico de vida más corto.[10]
- Perú: La organización sin fines de lucro Perú Sin Jaulas realiza activismo para conseguir la prohibición legal de las jaulas a batería para producción avícola y la regulación de jaulas para la crianza porcina; además desde la iniciativa privada, fomentar que las empresas establecidas en el país y la ciudadanía en general adquieran huevos de gallinas libres.[11]

### Europa
- Unión Europea: La Directiva 98/58/CE relativa a la protección de los animales en las explotaciones ganaderas, emitida por el Consejo Europeo, fija las normas generales para los países miembros en relación con la protección de los animales en las explotaciones ganaderas, independientemente de su especie.[12] Adicionalmente, la Directiva 1999/74/CE establece la normativa relativa a la protección de las gallinas ponedoras, fijando medidas mínimas para las jaulas de las avícolas y prohibiendo a partir de 2012 la cría en lugares no acondicionados para tales fines.[13] Junto a estas normativas que dictan unos requisitos básicos, existe una certificación superior, la de producción ecológica, que establece para los productores que se acojan a la misma unos requisitos de mínimo impacto medioambiental a la vez que incluye también unas mayores exigencias en materia de bienestar animal.[14]
- Alemania: Según los registros de la Oficina Federal de Estadística de Alemania, en 2016, el número de gallinas ponedoras criadas en forma ecológica (4,2 millones) superó a las gallinas enjauladas (3,4 millones).[15]
- Austria: A través de la Ley de Protección Animal aprobada en 2004 por unanimidad en el Parlamento de Austria, fue dado un plazo de cinco años hasta la prohibición total para la crianza en jaulas a batería en el país a partir de 2009.[16]
- Dinamarca: A través de un comunicado, el ministro de Alimentación, Agricultura y Pesca manifestó en septiembre de 2022 la prohibición de construir nuevas jaulas a batería para gallinas a partir del año siguiente en todo el territorio danés, sumado a un proceso de transición de doce años para la prohibición total de dichas jaulas a partir de 2035, argumentando tener una "responsabilidad genuina" hacia los productores avícolas, con el fin de que ellos puedan adaptarse de la mejor manera a la nueva normativa y a los requerimientos del mercado.[17]
- España: En 2018 se contabilizaron 44 millones de gallinas ponedoras en España, de las cuales el 93% viven en jaulas y tan sólo el 7% restante son criadas libres en el suelo.[18]
- Francia: El ministro de agricultura galo afirmó en 2018 que a partir de 2022 se prohibiría la venta de huevos que no provengan de "gallinas felices".[19] Francia es el mayor productor de huevos de Europa.
- Reino Unido: De acuerdo a las estadísticas oficiales del gobierno británico entregadas por el Departamento de Medio Ambiente, Alimentación y Asuntos Rurales, en 2016 se igualó la producción de huevos entre gallinas criadas libres y enjauladas.[20]
- Suiza: Suiza fue el primer país del mundo en prohibir el uso jaulas en baterías, mediante un referéndum que entró en vigor el 1 de enero de 1992.[21]

### Oceanía
- Nueva Zelanda: La legislación neozelandesa publicó una ley en 2012 que estableció regulaciones para prohibir la producción de huevos de gallinas en jaulas de batería, dándole un plazo de once años a las empresas avícolas para ajustar sus políticas. La ley entró en vigor el 1 de enero de 2023.[22]